# Zaira grisea
Zaira grisea är en tvåvingeart som först beskrevs av Thompson 1968.  Zaira grisea ingår i släktet Zaira och familjen parasitflugor. Inga underarter finns listade i Catalogue of Life.